# Carystios
Ne doit pas être confondu avec Carystos.
Carystios (en grec ancien Καρύστιος / Karústios ; aussi Carystien ou Carystius) est un grammairien grec du IIe siècle av. J.-C. originaire de Pergame.
Toutes ses œuvres sont perdues, mais certaines sont citées par Athénée de Naucratis : ῾Ιστορικὰ ὑπομνήματα / Historikà Hupomnêmata, un écrit historique, Περἰ διδασκαλιῶν / Peri didaskaliôn, une étude sur différentes pièces de théâtre grecques, et Περἰ Σωτάδου / Peri Sôtádou, un commentaire sur Sotadès, poète grec.